# Carina Dengler
Carina Dengler (née le 11 novembre 1994 à Neumarkt in der Oberpfalz) est une chanteuse et actrice allemande.

## Biographie
Elle commence sa carrière en 2010 avec simplement son prénom dans la volkstümliche Musik et participe à des festivals dans les pays germanophones. En parallèle de sa carrière, elle suit une formation de coiffeuse.
En septembre 2010 sort son premier album I hob a bayrisches Herz. Le deuxième, Volksmusik war gestern, paraît en février 2013.
En 2013, elle devient actrice dans la série de la Bayerischer Rundfunk, Dahoam is Dahoam, après avoir participé à un casting de 600 personnes.
En septembre 2014, elle publie son troisième album Sexy Volksmusik.

## Discographie
Albums
- 2010 : I hob a bayrisches Herz (Rosewood)
- 2013 : Volksmusik war gestern (Telamonte)
- 2014 : Sexy Volksmusik (Album, Telamonte)

## Filmographie
- Depuis 2013 : Dahoam is Dahoam

## Source de la traduction
- (de) Cet article est partiellement ou en totalité issu de l’article de Wikipédia en allemand intitulé « Carina Dengler » (voir la liste des auteurs).